# Marilyn Yalom
Marilyn Yalom (Chicago, 1932-Palo Alto, 20 de noviembre de 2019) fue una historiadora y autora feminista. Catedrática en el Instituto Clayman para la Investigación de Género en la Universidad Stanford. Fue directora del instituto entre 1984 y 1985.

## Obras publicadas
Marilyn Yalom tiene una extensa lista de publicaciones académicas, incluyendo Hermanas de sangre (1993), Historia del pecho (1997), Historia de la esposa (2001), El nacimiento de la dama del ajedrez (2004), El lugar de descanso americano (2008) con fotografías de Reid Yalom, y Cómo inventaron el amor los franceses (2012).
Sus libros han sido traducidos a veinte idiomas.
Además de su texto, El lugar de descanso americano contiene un conjunto de 64 fotografías artísticas en blanco y negro hechas por su hijo Reid Yalom. Marilyn Yalom fue galardonada con un Certificado de Reconocimiento de la Asamblea Estatal de California como homenaje a su extraordinario liderazgo en las artes literarias y compromiso continuo para asegurar la calidad de la lectura por su libro El lugar de descanso americano: cuatrocientos años de historia, que tanto beneficia al pueblo de la Ciudad y el Condado de San Francisco y al Estado de California.
Su libro más reciente, Cómo inventaron el amor los franceses fue finalista del premio literario Phi Beta Kappa Gauss y del premio al libro de la Biblioteca Americana en París en 2013.
Su libro El nacimiento de la dama del ajedrez se le ocurrió en una visita al Museo Isabella Stewart Gardner en Boston, al ver una pequeña imagen tallada en marfil de una Virgen con Niño descrita como una pieza de ajedrez; se dio cuenta de que se trataba de un objeto devocional pero había sido hecho por un tallador de marfil acostumbrado a hacer piezas de ajedrez.

## Vida personal
Estaba casada con el psiquiatra y autor Irvin D. Yalom.
Falleció el 20 de noviembre de 2019 a los 87 años.

## Premios y honores
- Premio al libro de la Biblioteca Americana en París 2013, finalista por Cómo inventaron el amor los franceses.[7]
- Condecorada por el gobierno francés como un Officier des Palmes Academiques en 1991
- Premio al logro de Exalumnas del Wellesley College en 2013.

## Obras
- Maternity, Mortality, and the Literature of Madness (Maternidad, mortalidad y la literatura de la locura) (en inglés). 1985.
- Blood sisters: The French Revolution in Women's Memory (Hermanas de sangre: la Revolución Francesa en la memoria de las mujeres (en inglés). 1993.
- Historia del pecho. Barcelona: Tusquets. 1997. ISBN 84-8310-561-6.
- Historia de la esposa. Barcelona: Salamandra. 2003. ISBN 84-7888-809-8.
- Birth of the chess queen (El nacimiento de la dama del ajedrez) (en inglés). 2007.
- The American Resting Place (El lugar de descanso americano) (en inglés). 2008.
- How the French Invented Love (Cómo inventaron el amor los franceses) (en inglés). 2012.